# الکساندر زوزولیا
الکساندر زوزولیا (اوکراینی: Олександр Олегович Зозуля؛ زادهٔ ۱۱ آوریل ۱۹۹۶) بازیکن فوتبال اهل اوکراین است.
وی همچنین در تیم ملی فوتبال Ukraine-17 بازی کرده‌است.